# أكلة الموت
أكـَلـَة الموت (بالإنجليزية: Death Eaters) تنظيم خيالي في سلسلة هاري بوتر للمؤلفة البريطانية جيه كيه رولينغ، يتبع أفراده لورد فولدمورت ويؤمنون بنقاء الدم. ظهرت مجموعته الأولى في 1956. (الأمير الخليط)  ويُعتقد أنه شُكِل في الفترة الواقعة بين 1946 و1956. نشر التنظيم الرعب خلال عهد قوة فولدمورت الأول، وكان أحد أطراف الحرب الأولى. تعرض لنكبة بسقوط لورد فولدمورت، ثم عاد لبث الذعر في الحرب الثانية.
تطور تنظيم أكلة الموت كثيراً منذ ظهورهم الأول في 1956، ولم يصبح التنظيم محظوراً إلا في السبعينات، حينما أَذِن لمدافعي وزارة السحر باستخدام التعاويذ غير المغتفرة ضد أكلة الموت، أو من يُشتبه بانتمائه إليهم، وأَرسل كثير منهم دون محاكمة إلى أزكابان بعد سقوط قائدهم لورد فولدمورت في 1981.
خلال السبعينات، اُعتُبِرَ الانضمام إلى أكلة الموت شرفاً كبيراً بين العائلات ذات الدماء النقية، (جماعة العنقاء) بسبب إيمان المجتمع نقي الدم بفلسفة فولدمورت، ورغم عداء وزارة السحر للتنظيم ومطاردتها لأفراده إلا أن الكثيرين انضموا للتنظيم عن قناعة. وبعد سقوط فولدمورت توزع أكلة الموت بين الولاء له، وبين إنكاره وإدعاء البراءة. فالذين بقوا على ولائهم لفولدمورت سجنوا في أزكابان، وحافظ الباقون على مناصبهم ومكتسباتهم بإنكارهم له، غير أن الجميع قد بقي على ولائه لفلسفة أكلة الموت.

## النشأة
ظهر أول تنظيم معروف لأكلة الموت الحاليين في 1956 كجماعة صغيرة متنقلة رفقة لورد فولدمورت تضم روزير ودولوهوف ومولسبيير وسحرة بريطانيين آخرين.

كانت هذه الجماعة تترحل بشكل مجموعة أصدقاء عبر أوروبا مرافقة قائدها في نواة لتشكيل جيشه، وبعث تنظيم فرسان والبُرجا القديم.

و يبدو أن الجماعة اتسعت خلال فترة اختفاء فولدمورت بعد 1956، فأصبحت تضم عدداً أكبر من السحرة، والأسر السحرية، واستطاع فولدمورت أن يسوق حججه ومسوغاته لإقناع الكثيرين بالانضمام إليه.

جماعة أكلة الموت لا تضم إلا سحرة مخصوصين، بينما توجه خطاب فولدمورت إلى عموم المخلوقات السحرية، ما يدل على أن رتبة آكل موت هي أرفع رتب السحرة التابعين لـ فولدمورت، وأكثرهم قرباً منه.

و بالنظر إلى الجذور التاريخية لليلة القديسة والبُرجا، والاسم القديم لأكلة الموت، فإنه يُعتقد أن أكلة الموت اسم جديد لنظام تاريخي قديم، قد يرجع لأكثر من ألف سنة، يضم فرساناً يحمون سراً سحرياً خاصاً، ويظهر لهم قائد كل فترة وأخرى، ومن القادة المحتملين للتنظيم: سالازار سليذرين، والساحر الأسود جريندل فالد الذي قضى عليه ألباس دمبلدور في 1945.

## التسمية
تسمية أكلة الموت تعود حصراً إلى لورد فولدمورت، فهو الذي قام باختيارها لجماعته الناشطة حديثاً.

و تُرجمت هذه التسمية خطأ في الترجمة العربية إلى (آكلي الموتى) الأمر الذي تعوزه الدقة، فالموتى هم أشخاص ميتون، جثث لا أكثر، أما أكلة الموت فترمز إلى رحلة فولدمورت في سلسلة هاري بوتر لهزيمة الموت.

فولدمورت يخشى الموت، ولهذا يسعى إلى هزيمته بكل شكل ممكن، ولهذا أحل الموت إحلالاً مجازياً، فأتباعه يأكلون الموت، الذي هو مفهوم مجرد، بمعنى أنهم يتحدونه ويهزمونه، كما يفعل زعيمهم.
سخرية، ومفهوم رمزي يشكل مادة لدراسة سيكولوجية.

أما الاسم القديم، فرسان والبُرجا، فيبدو أكثر تعقيداً، وأكثر غوصاً في الدلالة، فهو يشير بوضوح إلى ليلة القديسة والبرجا التي تصادف 30 أبريل في التقويم المسيحي، وترتبط بالسحر واحتفالات الخصوبة عند الفايكنغ.
و تُقابل هذه الليلة ليلة الهالوين، أو عيد جميع القديسين، ففيها تفلت قوى الشيطان من عقالها، وتنطلق الساحرات إلى احتفال في قمة بروكن، أعلى قمم جبل هارز في ألمانيا.

و بينما يعتقد أن سالازار سليذرين مؤسس هوجوورتس المختفي هو أحد قادة جماعة فرسان والبرجا، فإن هذا يعطي الجماعة مدى زمنياً قدره ألف عام، وبالنظر إلى الخلفيات التاريخية للتسمية، وانتماء بعض العائلات السحرية تقليدياً إلى الفرسان، فإنه يعتقد أن هذا النظام قديم جداً، وقد يرمز إلى سر سحري، أو معتقد غامض، ينبغى أن يبقى محمياً، ولهذا فإن لهذا النظام قادة متعددين عبر التاريخ الطويل له، جلهم من الطبقات السحرية العليا، وينتمون إلى مختلف الدول الأوروبية (جريندل فالد ألماني).

و في حين تشير رولنغ بوضوح إلى ارتداء أكلة الموت لأقنعة خلال اجتماعاتهم، واحتفاظهم بوشم سحري، واتخاذهم لرمز علامة الظلام، فإن هذا يدل وبشكل واضح على كونهم تنظيماً سرياً عريقاً بقواعد خاصة.

## عهود الرعب

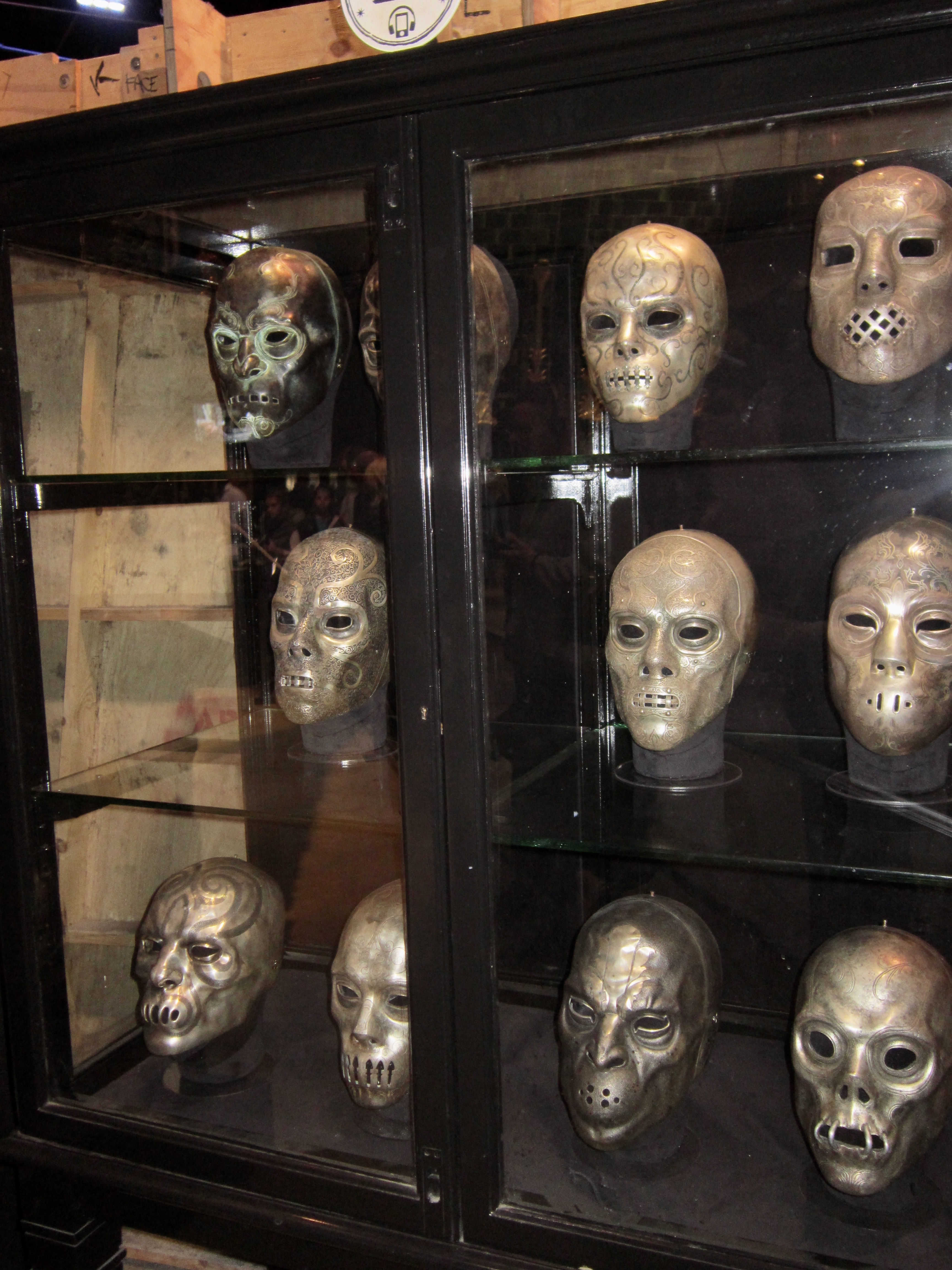
آكلي الموت، صناعة هاري بوتر، استوديوهات وارنر براذرز، لندن

لا تتوفر أي دلائل على نفوذ فرسان والبرجا، أو نشاطهم في عهد جريندل فالد، ولكن يُعتقد أنهم لعبوا دوراً كبيراً في الحرب التي انتهت عام 1945. أما في عهد فولدمورت فقد كانوا نواة الرعب الكبير الذي سببه فولدمورت، إذ أنهم كانوا الطبقة العليا في جيشه المكون من السحرة العاديين، والمردة، والعمالقة، والجن، وغيرها من المخلوقات السحرية، مثل المستذئبين.

كان هدفهم الأساسي هم العامة (غير السحرة)، وكانوا مسئولين عن نصف جرائم قتل العامة، كما أنهم تسببوا في تعذيب الكثير منهم.

قاتل أكلة الموت في العديد من المعارك، خصوصاً ضد نظام العنقاء، وقاتلوا ضد سحرة وزارة السحر، وقُتل الكثير منهم في معارك.

كما أنهم نشروا الرعب عن طريق استخدام السحر الفائق، مثل تقمص الهيئة، والتنكر والتخفي، فأوقعوا الناس في البلبة والحيرة، وتسببوا في اختفاء الكثير من السحرة. 

و استخدموا فرعاً غامضاً من السحر الأسود، لتحويل جثث الموتى إلى دفاعات وتحصينات لحمايتهم، كما استخدموا الموتى لمهاجمة سحرة آخرين، وعامة.
و كونهم استخدموا الموتى، لا يعني أنهم أكلة موتى، فهم لم يأكلوهم، وإنما تحايلوا على الموت، والترجمة واضحة، فكلمة Death تعني الموت، وليس الموتى.

في حرب فولدمورت الأولى شارك أكلة الموت إلى جانبه، لتجنيد العمالقة والجن والمستذئبين وغيرهم، كما تورطوا في أعمال قتل للعامة والسحرة، ومطاردات عنيفة للسحرة المعادين لهم، كما عمليات اغتيال داخلية لتصفية أكلة الموت الخونة.

و في حربه الثانية، استعاد أكلة الموت تماسكهم وتنظيمهم رغم الخسائر التي قاسوها، فنشروا عهداً جديداً من الرعب والتوحش، وتمادوا في البطش معيدين سيرتهم الأولى، رغم أنهم تستروا لفترة.

## نفوذ أكلة الموت
بما أن أكلة الموت هم تاريخياً فرسان يتحدرون من سلالات سحرية طيبة، فإنهم يتمتعون بمكانة رفيعة في العالم السحري، ويمتلك العديد منهم المال والنفوذ مثل لوشيوس مالفوي الذي اشترى وزارة السحر ووضعها في جيبه، وأسرة بلاك الثرية التي حصل أحد أفرادها على وسام مرلين من الطبقة الأولى، وبسبب نفوذهم الشديد فإن هوياتهم عادة تبقى خفية، ورغم الشكوك حولهم فإنهم ينجون من المحاكمة والسجن.

لكن بعض الأسر السحرية من أكلة الموت النافذين عانت السجن وقاسته مثل أسرة ليسترانج الذين أعلنوا ولاءهم لـ فولدمورت، وبارتي كروتش الابن الذي سُجن رغم منصب والده بسبب تعذيبه لالسيد لونجبوتم وزوجته، أيضاً هُناك آخرون مثل سيريوس بلاك الذي سُجن بتهمة قتل ورمتيل و11 عامي مع أصله السحري العريق.

و بسبب نفوذ أكلة الموت، استطاع فولدمورت التجسس على وزارة السحر، كما استطاع اختراق نظام العنقاء، وأخذ جانب المفاجأة في حربه ضد وزارة السحر.

## قادة التنظيم

### سالازار سليذرين
- إحدى شخصيات هاري بوتر
- الجنس: ذكر
- المدرسة: أحد مؤسسي هوجورتس
- الانتماء: قائد محتمل لاكلة الموت (فرسان والبرجا)

### غريندل والد
غريندل فالد (بالألمانية: Grindel Wald) شخصية خيالية لساحر أسود هزمه ألباس دمبلدور في 1945، وحُكي عنه في بطاقات السحرة باعتباره ساحر ظلام شهير.
قدمت رولنغ مزيداً من المعلومات عن غريندل فالد فيما بعد، فأشارت إلى كونه ألمانيا، وأن اسمه فالد وليس والد. الأمر الذي أوجد مجالاً للمقارنة بينه وبين أدولف هتلر الذي هُزم في نفس العام.
الاسم: غريندل فالد

تاريخ الميلاد: غير معروف

محل الميلاد: غير معروف (يُعتقد أنه وُلد في مكان ما في ألمانيا)

تاريخ الوفاة: في الجزء السابع علي يد لورد فلدمورت

محل الوفاة:السجن المسجون فيه (الذي بناه هو بنفسه لسجن من يعارضه علي تسخير العامة لخدمة السحرة)

الأصول السحرية: غير معروفة (جريندل فالد ساحر ألماني)

المدرسة: معهد دارمسترانغ السحري

معاني الاسم: جريندل كلمة ألمانية تعني الشر أو الوحشية، وفالد تعني الغابة

الصفة: ساحر الظلام السابق لـ فولدمورت

نهايته: هُزم على يد ألباس دمبلدور

## أكلة الموت
1. لورد فولدمورت
2. لوشيوس مالفوي
3. سيفروس سنيب
4. بيلاتريكس لسترانج
5. دراكو مالفوي
6. نارسيسا مالفوي
7. دولوريس أمبريدج
8. فنرير غريباك
9. أليكتو
10. أميكوس
11. والدان ماكنير
12. أنتونيون دولوهوف
13. بيتر بيتجرو
14. أغسطس روكوود
15. ايفان روزير
16. بارتي كروتش الابن
17. فينيست كراب
18. جريجوري جويل
19. أيجور كاركاروف
20. ريجولاس بلاك
21. أڤيري
22. ياكسلي